# Agence fédérale des médicaments et des produits de santé
En Belgique, l’Agence fédérale des médicaments et des produits de santé (AFMPS, néerlandais : federaal agentschap voor geneesmiddelen en gezondheidsproducten, fagg) est l’autorité compétente chargée de veiller à la qualité, la sécurité et l’efficacité des médicaments et des produits de santé (dispositifs médicaux et accessoires, matières premières, sang et composés sanguins d’origine humaine, matériel corporel humain), tant à usage humain que vétérinaire, en développement clinique et sur le marché.
L’AFMPS collabore avec le secteur académique, l’industrie pharmaceutique et les autres industries concernées, les professionnels de la santé, les autres instances nationales, européennes et mondiales concernées ainsi que les responsables politiques, afin de fournir à la population les médicaments et produits de santé dont elle a besoin et d’aider les patients et citoyens à en faire bon usage.
L'AFMPS se trouve sous le contrôle et la responsabilité du ministre des Affaires sociales et de la Santé publique.

## Historique
L'AFMPS a été créée en 2007 à partir de la Direction générale des Médicaments du Service public fédéral Santé publique, Sécurité de la chaîne alimentaire et Environnement. L'AFMPS a été fondée le 1er janvier 2007 par la loi du 20 juillet 2006 sur la création et le fonctionnement de l'agence fédérale des médicaments et des produits de santé.

## Domaines de compétence et activités
Les domaines de compétence de l'AFMPS sont :
- Recherche et développement
- Autorisation de mise sur le marché
- Inspection et contrôle
- Vigilance
- Bon usage des médicaments et produits de santé.

Les principales activités de l'afmps concernent tous les médicaments et produits de santé à usage humain et vétérinaire et se répartissent en quatre domaines :
1. Conseiller :

- les instances nationales, européennes et mondiales ;
- les responsables politiques tels que le parlement ou le ministre compétent ;
- le secteur académique ;
- l’industrie concernée ;
- les professionnels de la santé ;
- la presse ;
- le patient ou le citoyen qui souhaite obtenir des informations supplémentaires.

2. Délivrer des documents officiels tels que des autorisations, approbations, certificats, … comme :
- une approbation d’essai clinique ;
- une autorisation de mise sur le marché (AMM) ;
- une autorisation d’importation parallèle ;
- la standardisation d’une préparation magistrale et l’approbation d’une monographie ;
- l’autorisation d’une matière première pour la préparation de médicaments dans les officines ;
- un numéro de notification ou un certificat d’exportation ;
- l’approbation de la publicité destinée au grand public et les visas pour les manifestations scientifiques.

3. Veiller à la qualité, la sécurité et l’efficacité en :
- assurant le suivi des notifications d’effets indésirables présumés et des incidents survenus avec des médicaments et des produits de santé, en les évaluant et en prévoyant les mesures correctives nécessaires ;
- organisant des enquêtes ;
- réalisant des inspections et des contrôles ;
- assurant le suivi du système de notification des problèmes de qualité avec les médicaments.

4. Prendre des sanctions telles que :
- infliger une amende administrative ;
- retirer ou adapter les documents officiels ;
- prendre une mesure sanitaire ;
- mettre en place une interdiction.

L’AFMPS veille également à ce que…tous les patients et professionnels de la santé aient accès à tout moment à une information objective, correcte, complète et transparente afin que les médicaments et produits de santé puissent être utilisés correctement. 
- Toute personne peut voir quels médicaments sont autorisés en Belgique et consulter les notices et résumés des caractéristiques du produit mis à jour de tous les médicaments commercialisés.
- La population est sensibilisée aux médicaments et produits de santé via des campagnes d’information reprenant des conseils pour protéger la santé et favoriser le bon usage des médicaments en général et chez les enfants en particulier.

## Organisation
Depuis sa création, l’AFMPS est passée d’une organisation comptant quelques dizaines de collaborateurs à une agence comptant plus de 500 collaborateurs dont la formation est principalement scientifique. L’agence compte 5 entités : trois directions générales - la DG PRE autorisation, la DG POST autorisation et la DG INSPECTION - ainsi que les services de soutien et les services de l’administrateur général. 

## Liste des administrateurs généraux
- 2007- 2023 : Xavier De Cuyper
- 2023 - présent: Hugues Malonne

## Sites de campagne
www.medicaments-par-internet.be/fr/
www.unmedicamentnestpasunbonbon.be
www.medicamentsetenfants.be
www.infomedicamentsgeneriques.be

## Rapports annuels
2007 – 2008 – 2009 – 2010 – 2011 – 2012 - 2013